# Oceanides gressitti
Oceanides gressitti är en insektsart som beskrevs av Ashlock 1966. Oceanides gressitti ingår i släktet Oceanides och familjen fröskinnbaggar. Inga underarter finns listade i Catalogue of Life.